# Базилика Святой Цецилии
Базилика Святой Цецилии на Трастевере или Санта-Чечилия-ин-Трастевере — средневековая титулярная базилика в Риме в честь святой Цецилии (итал. Santa Cecilia), христианской мученицы и покровительницы музыки. Церковь расположена в районе Трастевере (по правому берегу Тибра). Первая церковь на этом месте возникла в V веке, по легенде, на месте дома дочери римского патриция — Цецилии и её мужа Валериана, которые при Александре Севере погибли мученической смертью.
Новое здание было воздвигнуто в IX веке по образцу церквей Санта-Сабина, Сан-Лоренцо-ин-Лучина, а в XVI веке перестроено в стиле барокко. Последующие реставрации проходили в 1725, 1823, 1955 и 1980 годах.
Перед алтарем в нише из чёрного мрамора находится мраморная скульптура «Мученичество святой Чечилии» работы Стефано Мадерно (1599—1600). Мощи святой были перенесены из катакомб святого Каллиста в церковь в 1599 году. Скульптор присутствовал при этом событии.
В церкви сохранились фрагменты фрески «Страшный Суд» Пьетро Каваллини (1293 г.). Потолок украшает фреска «Коронование святой Чечилии» (1725).
- С. Мадерно. Мученичество Святой Чечилии. 1599—1600. Мрамор
- Киворий базилики. Проект Арнольфо ди Камбио. 1300-е гг.
- Каваллини. Страшный Суд. Деталь росписи

## Титулярная церковь
Церковь Святой Чечилии в Трастевере является титулярной церковью, кардиналом-священником с титулом церкви Святой Чечилии в Трастевере с 22 февраля 2014 года является итальянский кардинал Гуальтьеро Бассетти.